# Khối (lập trình)
Lỗi Lua trong Mô_đun:Redirect tại dòng 77: không thể phân tích trang đổi hướng "Khối mã".
Trong lập trình máy tính, một khối (tiếng Anh: block) hay khối mã (code block) là một cấu trúc từ vựng của mã nguồn được nhóm lại với nhau. Các khối bao gồm một hay nhiều khai báo và câu lệnh. Một ngôn ngữ lập trình mà cho phép tạo ra các khối, bao gồm các khối được lồng trong khối khác, được gọi là một ngôn ngữ lập trình cấu trúc khối (block-structured programming language). Các khối là nền tảng cơ bản cho lập trình cấu trúc, nơi các cấu trúc điều khiển được tạo thành từ các khối.
Chức năng của khối trong lập trình là để cho phép các nhóm câu lệnh được xem như là một câu lệnh, và thu hẹp tầm vực từ vựng của biến, thủ tục và hàm được định nghĩa trong khối để nó không mâu thuẫn với các biến có cùng tên được sử dụng ở trong chương trình nhưng có mục đích khác. Trong một ngôn ngữ lập trình cấu trúc khối, tên của các biến và các đối tượng khác như thủ tục được khai báo bên ngoài khối có thể được nhìn thấy từ các khối bên trong khác, nếu nó không bị che (shadow) bởi các đối tượng có cùng tên.